# Glos
Pour les articles homonymes, voir Glos (homonymie).
Glos est une commune française, située dans le département du Calvados en région Normandie, peuplée de 924 habitants.

## Géographie
| Lisieux                  | Hermival-les-Vaux                        | Firfol, Courtonne-la-Meurdrac |
| Beuvillers               | Glos                                     | Courtonne-la-Meurdrac         |
| Saint-Martin-de-la-Lieue | Saint-Jean-de-Livet, Le Mesnil-Guillaume | Le Mesnil-Guillaume           |

### Hydrographie
La commune est située dans le bassin Seine-Normandie. Elle est drainée par l'Orbiquet, la Courtonne, le fossé 03 de la Haute Folie, le fossé 01 du Manoir de Motte, le fossé 01 du Chemin de Colandon, le fossé 01 du Lieu le Galant, le Douet du Carrelet et divers autres petits cours d'eau,.
L'Orbiquet, d'une longueur de 30 km, prend sa source dans la commune de La Folletière-Abenon et se jette  dans la Touques à Lisieux, après avoir traversé onze communes. Les caractéristiques hydrologiques de l'Orbiquet sont données par la station hydrologique située sur la commune de Beuvillers. Le débit moyen mensuel est de 2,76 m3/s. Le débit moyen journalier maximum est de 21,2 m3/s, atteint lors de la crue du 11 janvier 1993. Le débit instantané maximal est quant à lui de 35,5 m3/s, atteint le 5 décembre 1988.
La Courtonne, d'une longueur de 17 km, prend sa source dans la commune de Saint-Mards-de-Fresne et se jette  dans l'Orbiquet sur la commune, après avoir traversé six communes. 

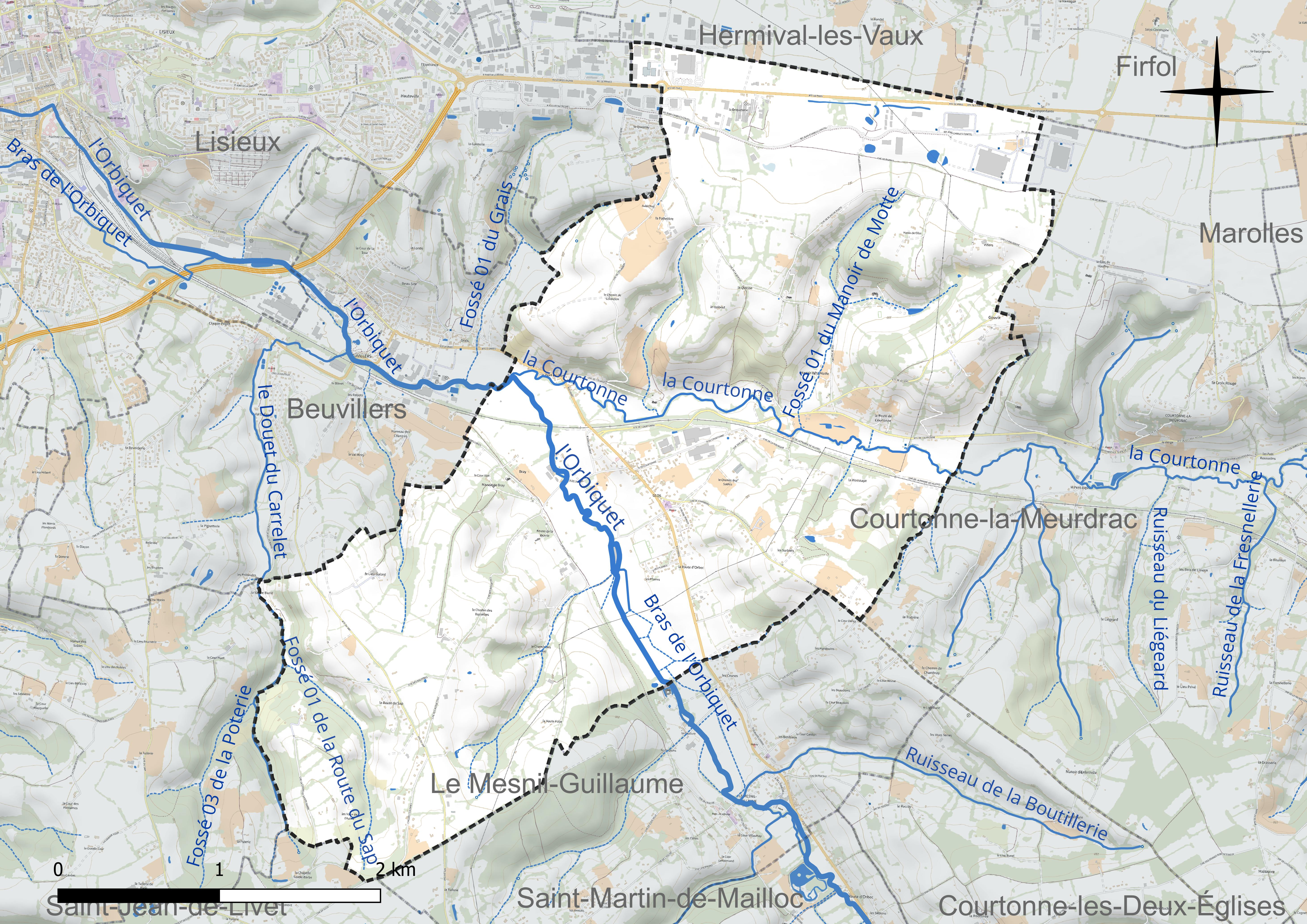
Réseau hydrographique de Glos.

### Climat
Pour des articles plus généraux, voir Climat de la Normandie et Climat du Calvados.
En 2010, le climat de la commune est de type climat océanique altéré, selon une étude du CNRS s'appuyant sur une série de données couvrant la période 1971-2000. En 2020, Météo-France publie une typologie des climats de la France métropolitaine dans laquelle la commune est exposée à un climat océanique et est dans une zone de transition entre les régions climatiques « Côtes de la Manche orientale » et « Normandie (Cotentin, Orne) ». Parallèlement le GIEC normand, un groupe régional d'experts sur le climat, différencie quant à lui, dans une étude de 2020, trois grands types de climats pour la région Normandie, nuancés à une échelle plus fine par les facteurs géographiques locaux. La commune est, selon ce zonage, exposée à un « climat contrasté des collines », correspondant au Pays d'Auge, Lieuvin et Roumois, moins directement soumis aux flux océaniques et connaissant toutefois des précipitations assez marquées en raison des reliefs collinaires qui favorisent leur formation.
Pour la période 1971-2000, la température annuelle moyenne est de 10,6 °C, avec  une amplitude thermique annuelle de 13,1 °C. Le cumul annuel moyen de précipitations est de 856 mm, avec 12,3 jours de précipitations en janvier et 8,1 jours en juillet. Pour la période 1991-2020, la température moyenne annuelle observée sur la station météorologique la plus proche, située sur la commune de Lisieux à 5 km à vol d'oiseau, est de 11,7 °C et le cumul annuel moyen de précipitations est de 881,4 mm,. Pour l'avenir, les paramètres climatiques de la commune estimés pour 2050 selon différents scénarios d'émission de gaz à effet de serre sont consultables sur un site dédié publié par Météo-France en novembre 2022.

## Urbanisme

### Typologie
Au 1er janvier 2024, Glos est catégorisée commune rurale à habitat dispersé, selon la nouvelle grille communale de densité à 7 niveaux définie par l'Insee en 2022.
Elle appartient à l'unité urbaine de Lisieux, une agglomération intra-départementale dont elle est une commune de la banlieue,. Par ailleurs la commune fait partie de l'aire d'attraction de Lisieux, dont elle est une commune de la couronne,. Cette aire, qui regroupe 57 communes, est catégorisée dans les aires de 50 000 à moins de 200 000 habitants,.

### Occupation des sols
L'occupation des sols de la commune, telle qu'elle ressort de la base de données européenne d'occupation biophysique des sols Corine Land Cover (CLC), est marquée par l'importance des territoires agricoles (87,7 % en 2018), en diminution par rapport à 1990 (90 %). La répartition détaillée en 2018 est la suivante : 
prairies (70,4 %), terres arables (9,9 %), zones agricoles hétérogènes (7,5 %), forêts (5,7 %), zones urbanisées (4,2 %), zones industrielles ou commerciales et réseaux de communication (2,4 %). L'évolution de l'occupation des sols de la commune et de ses infrastructures peut être observée sur les différentes représentations cartographiques du territoire : la carte de Cassini (XVIIIe siècle), la carte d'état-major (1820-1866) et les cartes ou photos aériennes de l'IGN pour la période actuelle (1950 à aujourd'hui).

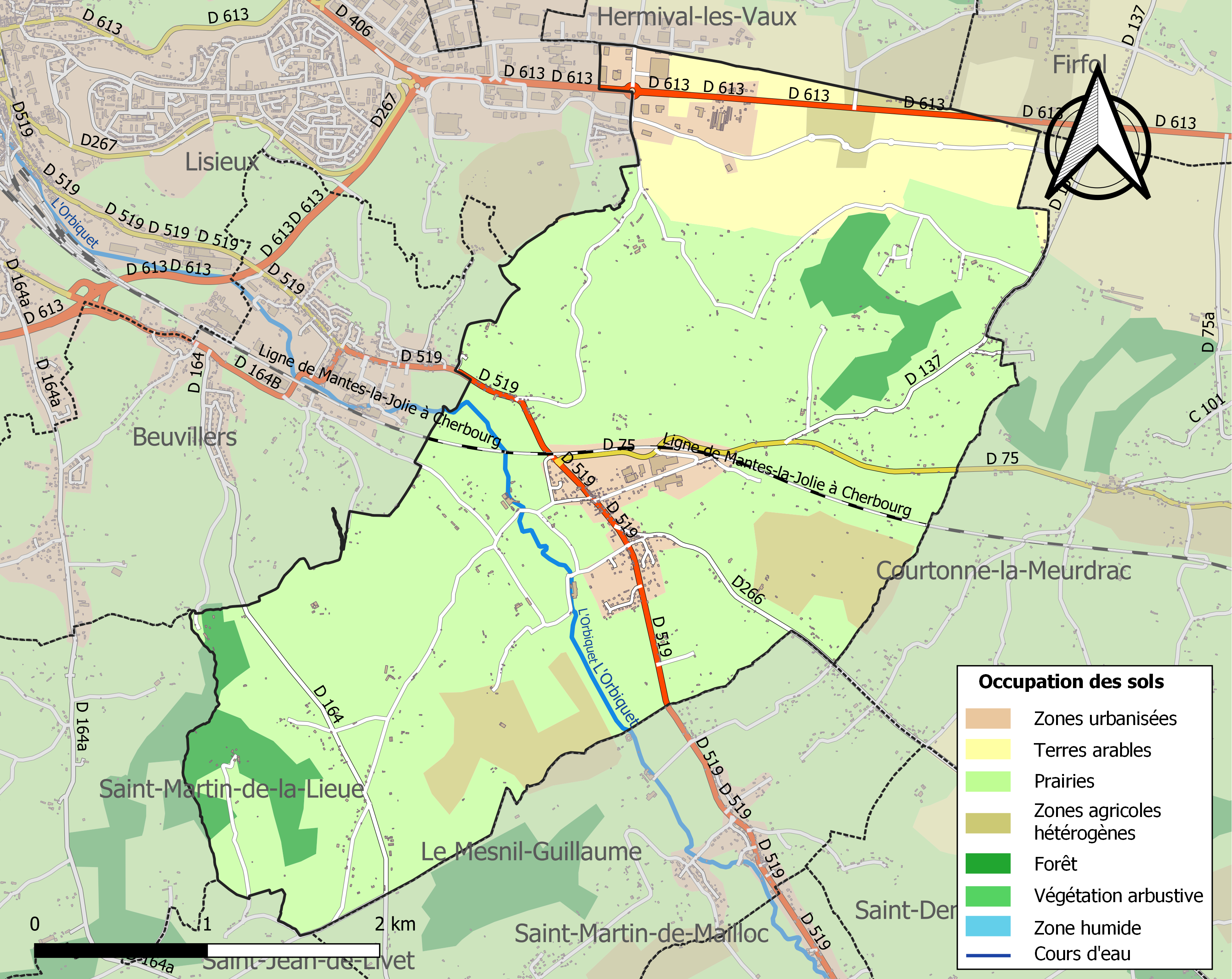
Carte des infrastructures et de l'occupation des sols de la commune en 2018 (CLC).

## Toponymie
Le nom de la localité est attesté sous les formes Gloz en 1198, Glocium, Glotium et Glos en 1283,.
L'origine du toponyme est incertaine. Il peut être issu d'une variante du gaulois clottu, « grotte », « excavation », ou encore d'un anthroponyme germanique tel que Chlodio,.
Le gentilé est Glosien.

## Histoire
Il y avait dans la localité un château féodal, au moins depuis le milieu du XIIe siècle, qui était à l'époque du duc Henri la possession de Robert de Leicester († 1168).
En 1825, Glos (589 habitants en 1821) absorbe Villers-sur-Glos (153 habitants), au nord-ouest de son territoire.

## Politique et administration
| Période                                  | Période   | Identité               | Étiquette | Qualité                        |
| ---------------------------------------- | --------- | ---------------------- | --------- | ------------------------------ |
| Les données manquantes sont à compléter. |           |                        |           |                                |
| février 1984                             | mars 2001 | Claude Deniau          |           |                                |
| mars 2001                                | mars 2008 | Fabert Langlet         |           |                                |
| mars 2008                                | En cours  | Bernard Broisin-Doutaz |           | Dirigeant de sociétés retraité |

Le conseil municipal est composé de quinze membres dont le maire et trois adjoints.
La commune est une ville fleurie (une fleur) au concours des villes et villages fleuris.

## Démographie
L'évolution du nombre d'habitants est connue à travers les recensements de la population effectués dans la commune depuis 1793. Pour les communes de moins de 10 000 habitants, une enquête de recensement portant sur toute la population est réalisée tous les cinq ans, les populations de référence des années intermédiaires étant quant à elles estimées par interpolation ou extrapolation. Pour la commune, le premier recensement exhaustif entrant dans le cadre du nouveau dispositif a été réalisé en 2004.
En 2022, la commune comptait 924 habitants, en évolution de −0,22 % par rapport à 2016 (Calvados : +1,58 %, France hors Mayotte : +2,11 %).
Glos a compté jusqu'à 955 habitants en 1866.
| 1793 | 1800 | 1806 | 1821 | 1831 | 1836 | 1841 | 1846 | 1851 |
| ---- | ---- | ---- | ---- | ---- | ---- | ---- | ---- | ---- |
| 499  | 346  | 609  | 589  | 779  | 771  | 784  | 844  | 785  |

| 1856 | 1861 | 1866 | 1872 | 1876 | 1881 | 1886 | 1891 | 1896 |
| ---- | ---- | ---- | ---- | ---- | ---- | ---- | ---- | ---- |
| 834  | 879  | 955  | 935  | 883  | 872  | 796  | 802  | 819  |

| 1901 | 1906 | 1911 | 1921 | 1926 | 1931 | 1936 | 1946 | 1954 |
| ---- | ---- | ---- | ---- | ---- | ---- | ---- | ---- | ---- |
| 794  | 788  | 773  | 657  | 667  | 684  | 699  | 717  | 841  |

| 1962 | 1968 | 1975 | 1982 | 1990 | 1999 | 2004 | 2006 | 2009 |
| ---- | ---- | ---- | ---- | ---- | ---- | ---- | ---- | ---- |
| 848  | 780  | 767  | 783  | 857  | 909  | 913  | 899  | 893  |

| 2014 | 2019 | 2022 | - | - | - | - | - | - |
| ---- | ---- | ---- | - | - | - | - | - | - |
| 932  | 919  | 924  | - | - | - | - | - | - |

| 1793 | 1800 | 1806 | 1821 |
| ---- | ---- | ---- | ---- |
| 178  | 213  | 223  | 153  |

## Économie

### Atos
En 1967, ATG ouvre une usine de tôlerie fine, chemin des Moulins, sur un îlot au milieu de l'Orbiquet. En 1979, elle devient ATG Tolkit. Les anciens ateliers, chemin des Moulins, sont progressivement abandonnés. En 1986, une nouvelle usine d'une surface de 8 000 m2 est construite route de Courtonne. En 1992, elle fusionne avec OSL Systèmes et devient Atos. De 1997 à 2001, une extension est construite en vis-à-vis. Les deux bâtiments sont reliés par un tunnel souterrain. La surface totale est de 19 000 m2. Elle emploie 310 personnes et produit des armoires et des coffrets métalliques.

### Knorr-Bremse

Photo de l'usine Knorr-Bremse dans la zone industrielle des Hauts-de-Glos.

L'usine Knorr-Bremse est ouverte en mai 1993, au Nord de la commune, dans la zone industrielle des Hauts-de-Glos. Elle fabrique des compresseurs et actionneurs pour les systèmes de freinage pour camions. En 2016, elle emploie 350 salariés.

### Briqueterie Lagrive
En 1898, Édouard Cacheleux installe une briqueterie au nord de la commune, au bord de la route D 613. Sa cheminée fait 38 mètres de haut. En 1902, elle est équipée d'un four continu à galerie de type Hoffmann. Elle produit des briques rouges. En 1958, elle se dote d'un excavateur pour extraire l'argile de la carrière.

## Lieux et monuments
- Manoir de la Brairie, du XVe siècle, classé au titre des Monuments historiques depuis le 29 mars 2005[40].
- Manoir de la Quaize du XVIe siècle, inscrit au titre des Monuments historiques depuis le 18 juin 1927[41].
- Manoir de Bray, du XVIe siècle, inscrit au titre des Monuments historiques depuis le 26 décembre 1928[42].
- Manoir de Colandon, du XVIIIe siècle, inscrit au titre des Monuments historiques depuis le 12 février 1971[43].
- Château de Villers ou de Grosmesnil, agrandi au XIXe siècle.
- Manoir de la Motte, du XVIIe siècle.
- Manoir de la Vallée, anciennement manoir de Franqueville, et son colombier en bauge.
- Église Saint-Sylvain. Elle abrite des lambris de stalles et des vantaux de portes du XVIIe siècle ainsi qu'une statue de l'Assomption de la Vierge du XVIIIe classés à titre d'objets[44].
- Monument aux morts, situé dans le cimetière, à côté de l'église, inauguré le 26 mai 1921.
- Cloche de l'ancienne église Notre-Dame de Villers-sur-Glos, replacée dans l'ancienne paroisse, près du château de Villers.
- Un circuit de promenade intitulé « Les petits secrets de Glos, entre moulins et manoirs » permet de découvrir le village et son histoire. Il est jalonné de 14 panneaux descriptifs en rouge[45]

## Activité et manifestations
Sports
- Entente sportive de deux vallées (football, vétérans)[46].

## Personnalités liées à la commune
- Jean-Charles Contel (1895 à Glos - 1928),  peintre et lithographe Normand.